# اسلام در پاکستان
اسلام بزرگترین آیین دینی جمهوری اسلامی پاکستان است. پاکستان را "مرکز جهانی اسلام سیاسی " خوانده‌اند.
اسلام در پاکستان به محض پیدایش دین و مقبولیت زودهنگام آن که در شبه جزیره عربستان، برای جوامع موجود در مسیرهای تجاری ساحلی عرب در سند وجود داشت ارتباط بین سند و اسلام توسط مأمورین اولیه مسلمانان در دوران خلافت راشدین برقرار شد. الحکیم بن جبله العبدی، که در سال ۶۴۹ میلادی به مکران حمله کرد، از اعضای حزب علی بن ابوطالب بود. در دوران خلافت علی، بسیاری از هندوهای سند تحت تأثیر اسلام قرار گرفته بودند و حتی برخی در جنگ جمل شرکت کردند و درجنگ برای علی جان سپردند. در زمان امویان (۶۶۱–۷۵۰ م)، بسیاری از شیعیان برای زندگی در صلح نسبی در منطقه دور دست، در سند پناهنده شدند. زیاد هندی یکی از همین پناهندگان است. در سال ۷۱۲ م، یک ژنرال جوان عرب، محمد بن قاسم ، بیشتر مناطق هند را برای امپراتوری اموی فتح کرد، تا به عنوان استان "As-Sindh" با مرکزیت خود در المنصوره تبدیل شود. در اواخر قرن ۱۰ م، این منطقه توسط چندین پادشاه هندو شاهی اداره می‌شد که توسط غزنویان تحت سلطه قرار گرفتند.
حدود ۹۷٪ پاکستانی‌ها مسلمان هستند. پاکستان پس از اندونزی دومین تعداد مسلمان در جهان را داردکه اکثریت آنها سنی هستند (90%). در حالی که شیعیان بین ۵–۷٪ جامعه هستند. جمعیت کوچکتر مسلمانان در پاکستان شامل قرآنیان ،مسلمانان غیر قومی است. همچنین دو اعتقاد مهدی هست… بر اساس تمرین در پاکستان، وجود دارد که یکی از آنها مهدوی است و دومی احمدیه می‌باشد که به وسیله قانون اساسی پاکستان غیر مسلمانان ۱٪ از مسلمانان را تشکیل می‌دهند.

## اسلام تازه تأسیس در پاکستان

### ماهیت دولت
رهبر اتحادیه مسلمانان ،علمای (روحانیون اسلامی) و جناح نظر خود دربارهٔ پاکستان از منظر یک کشور اسلامی بیان کردند. محمد علی جناح ارتباط نزدیکی با علما ایجاد کرده‌بود. هنگامی که جناح درگذشت، مولانا شبیر احمد عثمانی، دانشمند اسلامی، جناح را به عنوان بزرگترین رهبر مسلمان بعد از اورنگ زیب فرمانروای مغول توصیف کرد و همچنین مرگ جناح را با مرگ پیامبر مقایسه کرد. عثمانی از پاکستانی‌ها خواست پیام جناح را که، اتحاد، ایمان و انضباط بود به خاطر بسپارند و برای تحقق آرزوی خود تلاش کنند:
 تا برای ایجاد کردن یک مجموعۀ مستحکم از همۀ کشورهای مسلمان از کراچی تا آنکارا و از پاکستان تا مراکش گرفته نتیجه حاصل شود. وی [جناح] می‌خواست مسلمانان جهان اسلام را تحت عنوان نام اسلام تاثیرگذار در برابر طرح‌های تهاجمی دشمنان خود ببیند. 

## سبک زندگی اسلامی

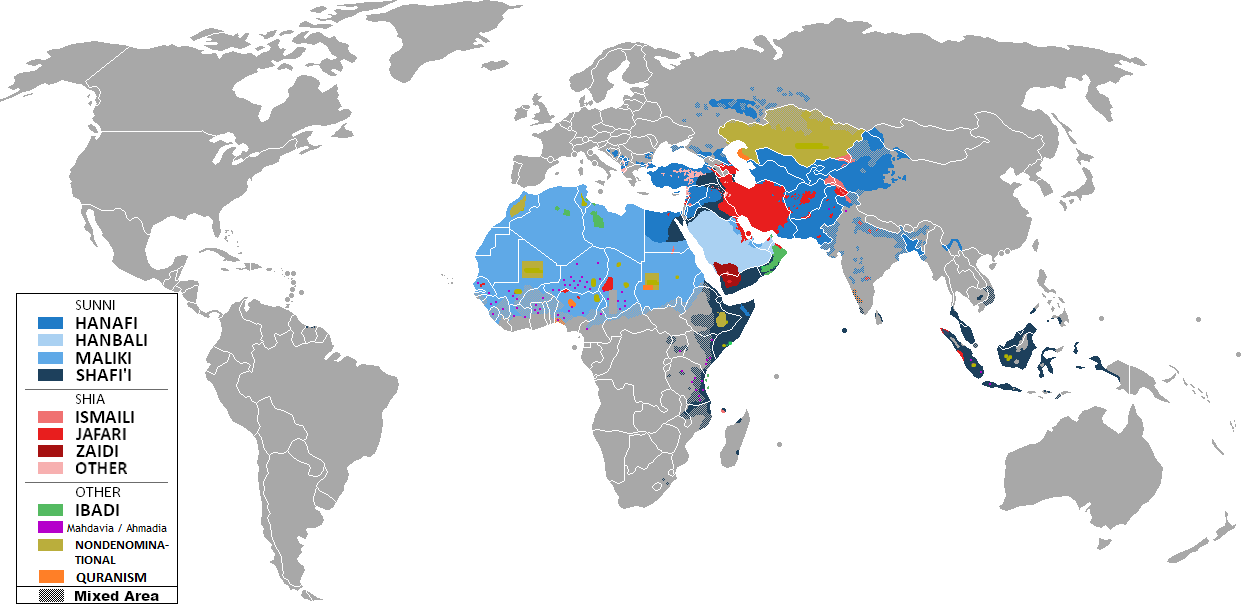
پاکستان بیشتر به رنگ آبی سرول (سنی حنفی) است

این مسجد یک نهاد مهم مذهبی و همچنین اجتماعی در پاکستان می‌باشد. بسیاری از آیین‌ها و مراسم‌ها طبق تقویم اسلامی در این مسجد برگزار می‌شود.

## علمای مسلمان در پاکستان

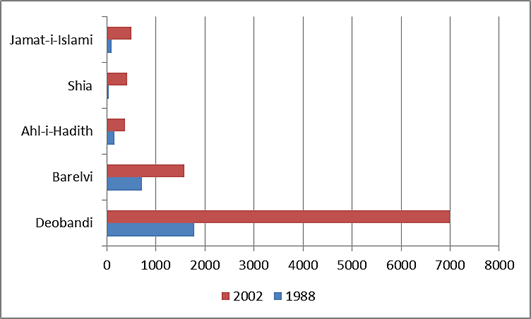
رشد تعداد مدارس مذهبی در پاکستان از سال ۱۹۸۸ تا 2002

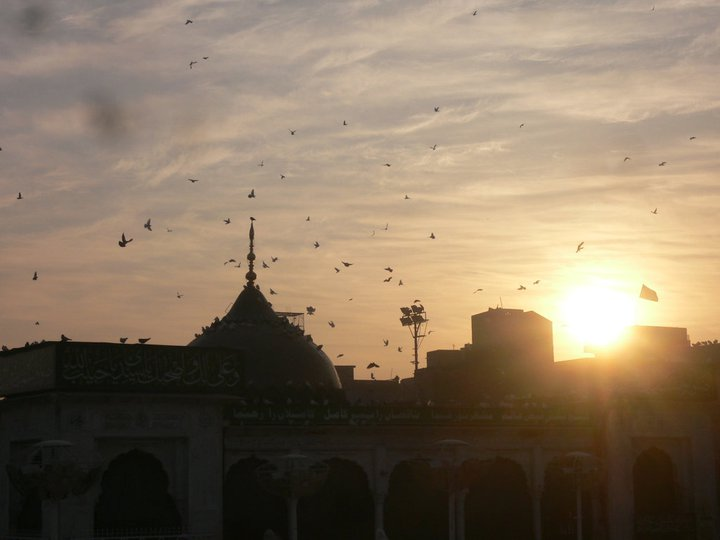
زیارتگاه معروف دیتا دوربر مقدس صوفی علی هوجویری در لاهور به خاطر فدائیان از سراسر جهان شناخته شده‌است.

طبق فیس بوک سی آی ای و مرکز مطالعات اسلامی آکسفورد، ۹۵–۹۷٪ از کل جمعیت پاکستان مسلمان هستند.

## عکس

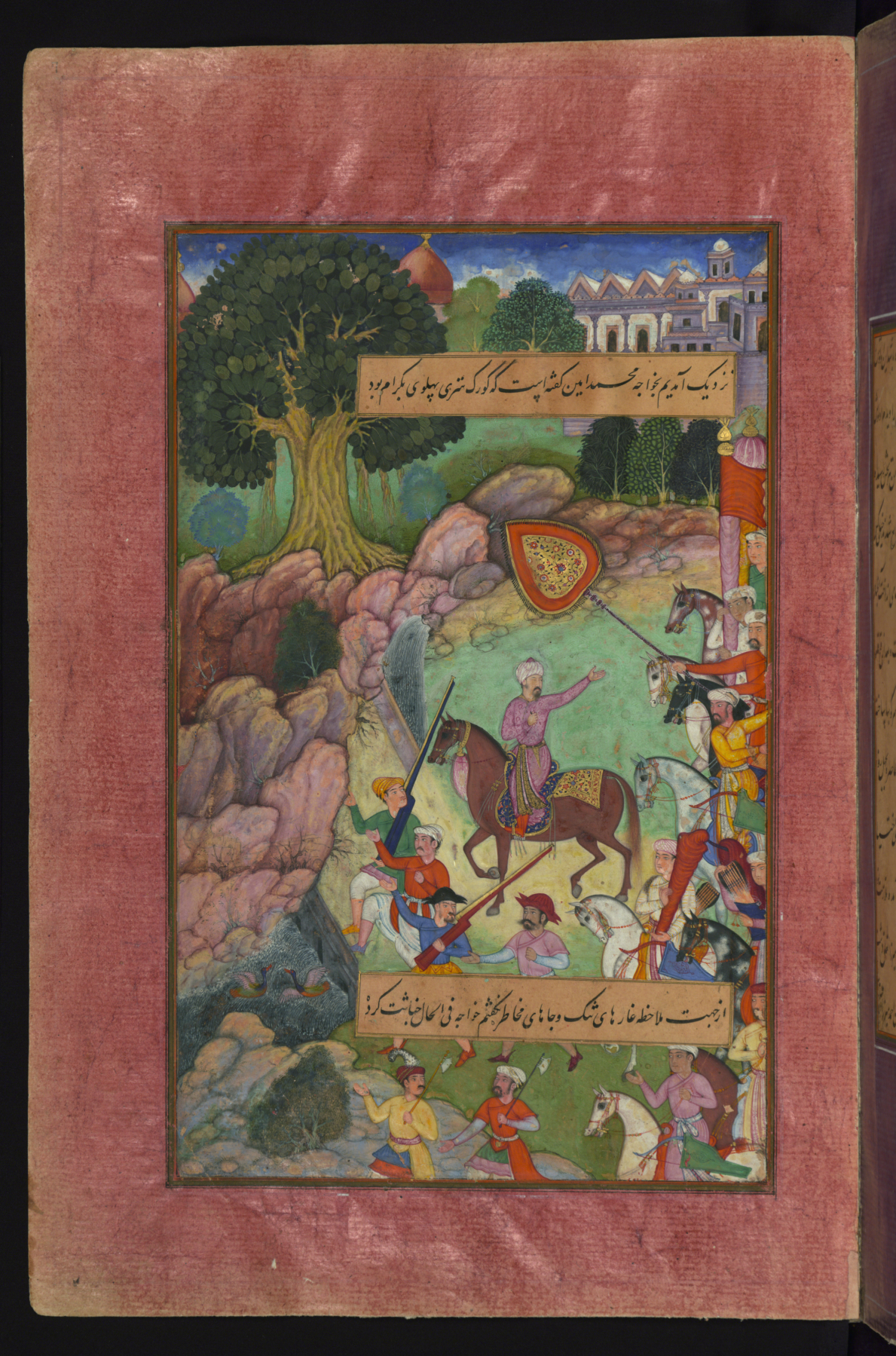
اولین فرمانروای امپراطور مغول بابور قبل از عبور از رودخانه سند
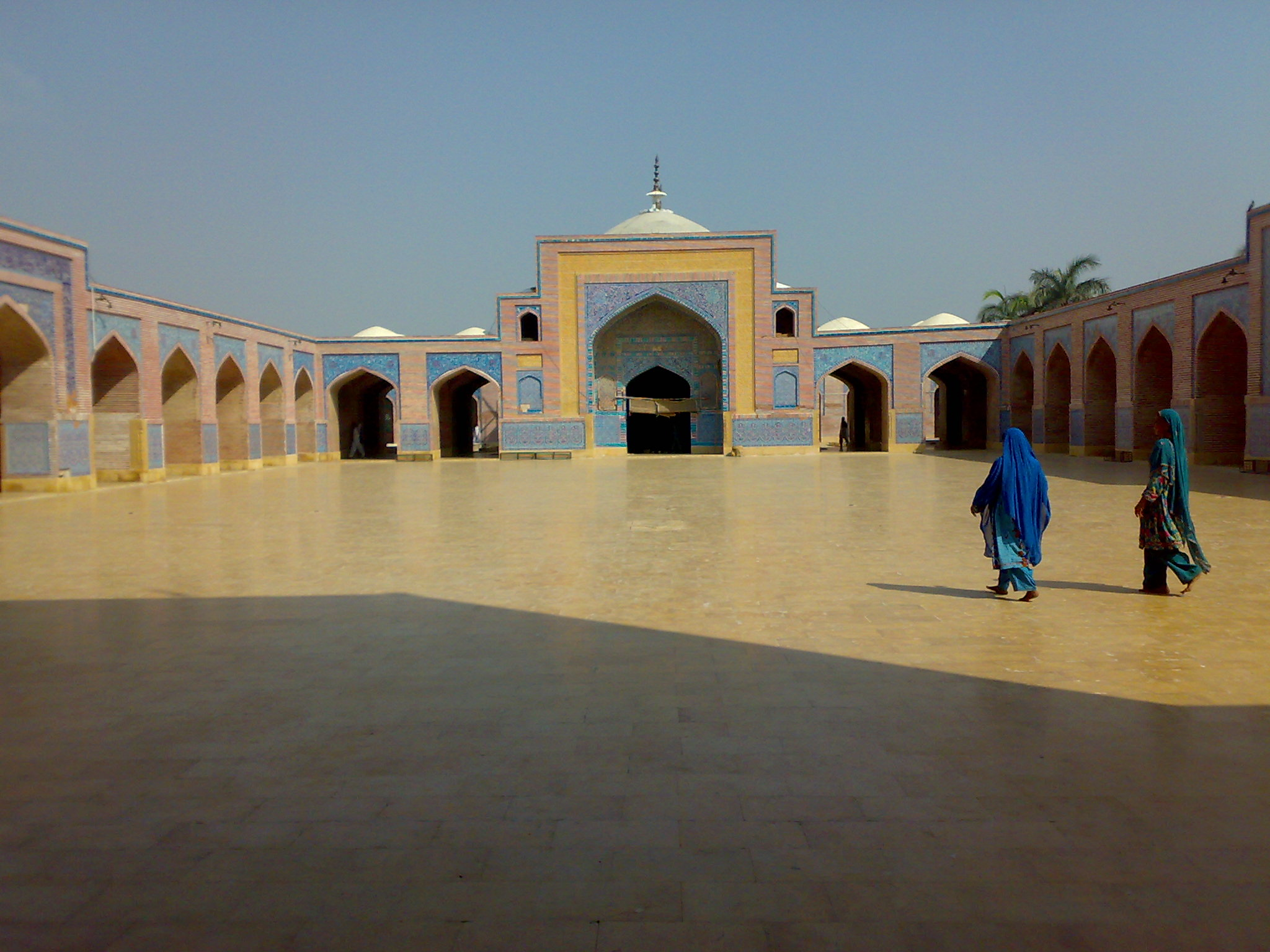
مسجد شاه جهان ، تاتا توسط شاه جهان امپراتور مغول حمایت می‌شد.
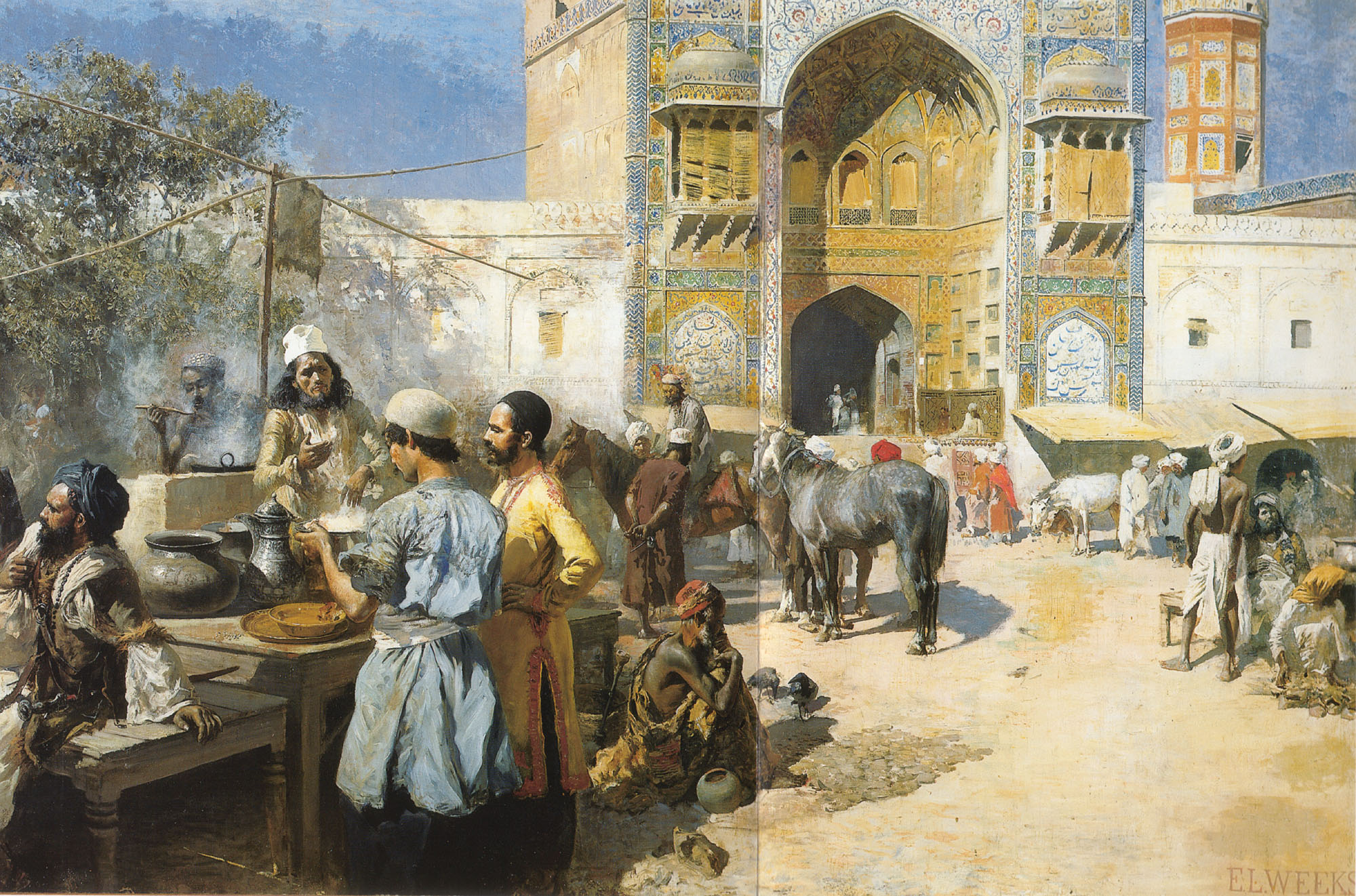
نقاشی ادوین لرد ویکس ج. ۱۸۸۹ بازار نزدیک مسجد وزیرخان